# Strato riflettente profondo

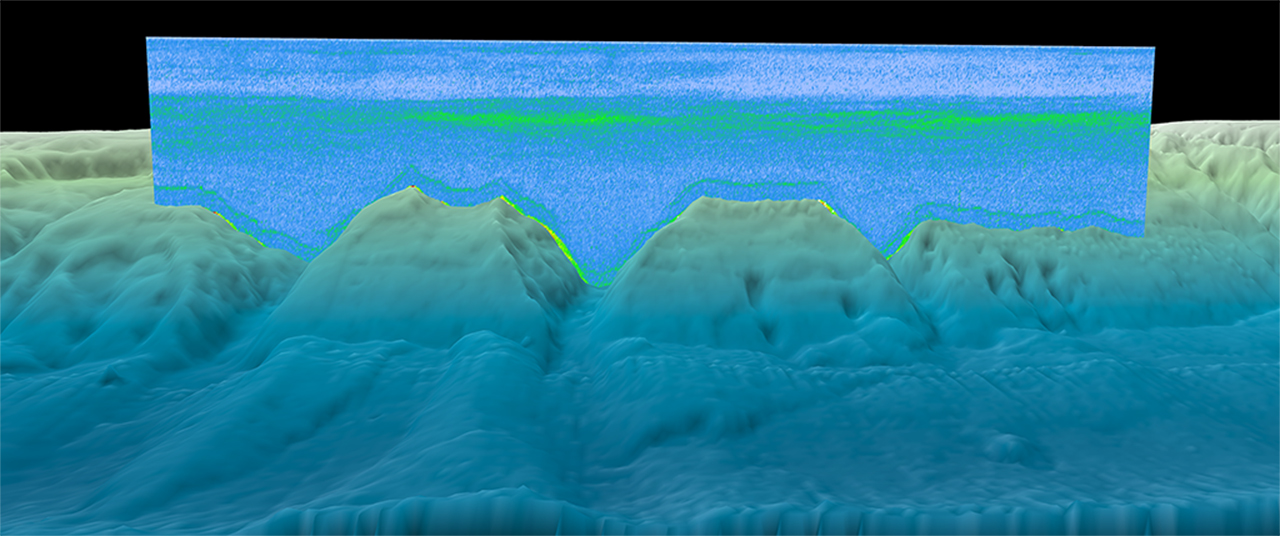
Immagine sonar che mostra il DSL, rappresentato dallo strato verde a mezza profondità

Lo strato riflettente profondo (in inglese deep scattering layer, in sigla DSL) è il nome dato in oceanografia e biologia marina a uno strato d'acqua oceanica che ospita dense aggregazioni di organismi marini planctonici e nectonici. È stato scoperto attraverso l'uso del sonar che rilevava uno strato riflettente che veniva spesso scambiato per il fondale. Per questo motivo è stato anche chiamato falso fondale o fondale fantasma. Durante il giorno il DSL cambia lentamente quota batimetrica in conseguenza delle migrazioni giornaliere degli animali che lo compongono.
Durante la seconda guerra mondiale, agli albori della tecnologia sonar, gli operatori furono sorpresi dalla rilevazione di un falso fondale a una profondità da 300 a 500 metri nelle ore diurne che risaliva a profondità minori di notte. Questo fenomeno, allora misterioso, fu chiamato strato ECR dalle iniziali degli scopritori.
Il fenomeno è dovuto a milioni di organismi marini, in modo particolare piccoli pesci mesopelagici, con vescica natatoria che riflette le onde del sonar. Questi organismi migrano in acque più superficiali al crepuscolo per nutrirsi di plancton. Si trovano a un livello più profondo quando la luna è visibile. I pesci lanterna costituiscono la gran parte della biomassa responsabile dello strato riflettente profondo in tutti gli oceani.

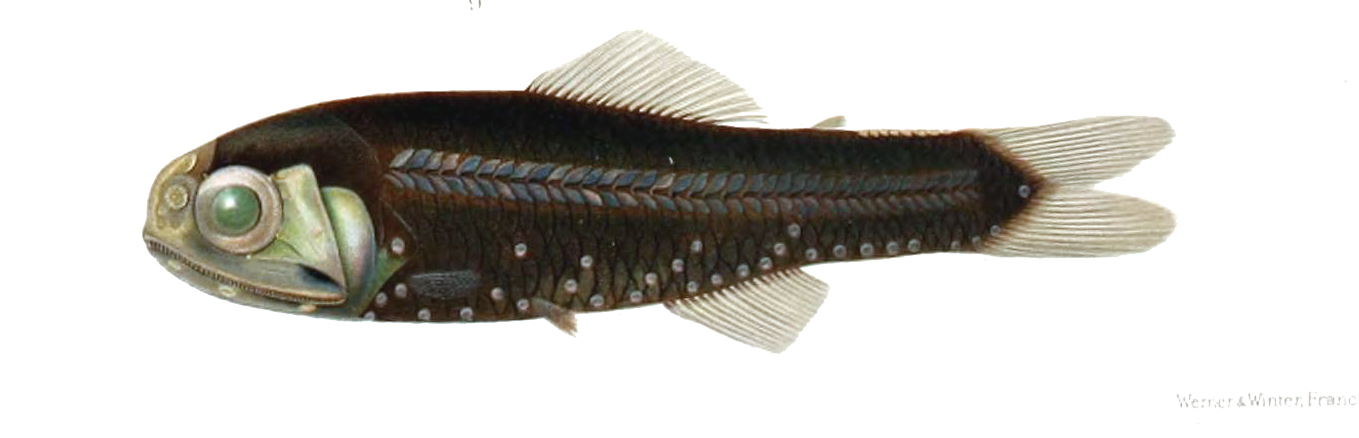
Lobianchia dofleini un pesce lanterna costituente dello strato riflettente profondo

## Descrizione
Il DSL è causato da un errore nell'interpretazione dei dati del sonar, scambiando uno strato riccamente popolato di organismi fortemente riflettenti con il fondale.
La maggior parte degli organismi mesopelagici, tra cui i pesci, i calamari e i sifonofori, effettuano migrazioni verticali giornaliere. Salgono di notte nella zona epipelagica, spesso a seguito di migrazioni simili effettuate dallo zooplancton, per tornare alle profondità mesopelagiche più sicure durante il giorno. Queste migrazioni verticali si verificano spesso su grandi distanze verticali. Alcuni pesci mesopelagici durante le migrazioni quotidiane attraversano il termoclino, affrontando variazioni di temperatura tra 10 e 20 °C e mostrando così notevoli tolleranze agli sbalzi termici.
Il campionamento tramite pesca a strascico profonda indica che i Myctophidae contribuiscono per il 65% alla biomassa ittica del mare profondo. In effetti i pesci lanterna sono tra i più ampiamente distribuiti, popolosi, e diversificati di tutti i vertebrati, svolgendo un ruolo ecologico importante come preda per gli organismi marini più grandi. La biomassa globale stimata dei Myctophidae è di 550-660 milioni di tonnellate metriche, circa sei volte la quantità annuale del pescato mondiale.